# جاك ويست (لاعب كرة قدم أسترالية)
جاك ويست (بالإنجليزية: Jack West)‏ هو لاعب كرة قدم أسترالية أسترالي، ولد في 17 فبراير 1889 في موروبنا ‏ في أستراليا، وتوفي في 30 مارس 1960 في South Yarra ‏ في أستراليا.

## وصلات خارجية
- جاك ويست على موقع AustralianFootball.com (الإنجليزية)
- جاك ويست على موقع AFLtables.com (الإنجليزية)